# Damaeus longipedus
Damaeus longipedus är en kvalsterart som först beskrevs av Bulanova-Zachvatkina 1974.  Damaeus longipedus ingår i släktet Damaeus och familjen Damaeidae. Inga underarter finns listade i Catalogue of Life.